# Юбилей (мультфильм)
«Юбиле́й» — мультипликационный фильм 1983 года киностудии «Союзмультфильм», фильм-фантазия по произведениям советских мультипликаторов. Посвящён 100-летию мультипликационного кино. В нём проводится ретроспектива фрагментов советской мультипликации с её зарождения в 1920-х годах до 1980-х годов.

## Создатели
| автор сценария            | Виктор Славкин                                                             |
| кинорежиссёр              | Владимир Тарасов                                                           |
| художник-постановщик      | Николай Кошкин                                                             |
| композитор                | Вячеслав Ганелин                                                           |
| оператор                  | Кабул Расулов                                                              |
| звукооператор             | Владимир Кутузов                                                           |
| художники-мультипликаторы | Александр Мазаев, Юрий Кузюрин, Юрий Батанин, Алексей Букин, Юрий Кулаков, |
| художники                 | Ольга Боголюбова, Ирина Собянина, Елена Боголюбова                         |
| ассистент режиссёра       | Татьяна Митителло                                                          |
| консультант               | кандидат искусствоведения Анатолий Волков                                  |
| монтажёр                  | Маргарита Михеева                                                          |
| редактор                  | Елена Никиткина                                                            |
| директор съёмочной группы | Любовь Бутырина                                                            |

В фильме использована музыка П. Чайковского и В. Ганелина.
Исполнение и аранжировка группы Стаса Намина и трио В. Ганелина.

## Сюжет
Мультипликаторы из далёкого будущего летят на другую планету для празднования 1000-летия советской мультипликации. Попав в метеоритный дождь, звездолёт совершает вынужденную посадку на неизвестную планету, где обитают чудовища, обладающие способностью к трансформации. Неведомые бесформенные существа атакуют корабль и забирают оттуда все вещи, вместе с киноплёнками мультфильмов для показа. Во время просмотра коллекции лучших советских мультфильмов чудовища, оставшись под большим впечатлением от увиденного, превращаются в мультипликационных героев, после чего решают помириться с людьми и помогают им вернуть всё на место.

### Упомянутые мультфильмы
В фильме использованы фрагменты из следующих мультфильмов:
- 1927 — «Сенька-африканец» (И. Иванов-Вано, Ю. Меркулов, Д. Черкес) — самый первый советский мультипликационный фильм для детей
- 1928 — «Каток» (И. Иванов-Вано, Ю. Желябужский)
- 1929 — «Почта» (М. Цехановский)
- 1934 — «Царь Дурандай» (И. Иванов-Вано, В. Брумберг, З. Брумберг)
- 1935 — «Новый Гулливер» (А. Птушко) — полнометражный мультипликационно-игровой фильм
- 1936 — создание киностудии «Союзмультфильм»
- 1946 — «Песенка радости» (М. Пащенко) — первый советский мультфильм, удостоенный премии на международном кинофестивале Венеция '47
- 1947 — «Конёк-Горбунок» (И. Иванов-Вано, А. Снежко-Блоцкая)
- 1948 — «Серая шейка» (Л. Амальрик, В. Полковников)
- 1955 — «Необыкновенный матч» (М. Пащенко, Б. Дёжкин)
- 1957 — «Снежная королева» (Л. Атаманов, Н. Фёдоров)
- 1957 — «Чудесница» (А. Иванов)
- 1960 — «Конец Чёрной топи» (В. Дегтярёв)
- 1962 — «Кто сказал „мяу“?» (В. Дегтярёв)
- 1965 — «Каникулы Бонифация» (Ф. Хитрук)
- 1966 — «Мой зелёный крокодил» (В. Курчевский)
- 1966 — «Я жду птенца» (Н. Серебряков)
- 1967 — «Маугли» (Р. Давыдов)
- 1967 — «Варежка» (Р. Качанов)
- 1973 — «Лиса и заяц» (Ю. Норштейн)
- 1973 — «Щелкунчик» (Б. Степанцев)
- 1974 — «Ну, погоди!» (В. Котёночкин)
- 1978 — «Контакт» (В. Тарасов)
- 1970-е — цикл «Весёлая карусель»